# Moose Blood
Moose Blood ist eine 2012 gegründete Indie-Rock-/Emo-Band aus Canterbury, Kent, England.

## Geschichte
Gegründet wurde Moose Blood im August des Jahres 2012 in der englischen Stadt Canterbury, Grafschaft Kent. Die erste Besetzung bestand aus den beiden Gitarristen Mark Osbourne und Eddy Breweron, welcher ebenfalls als Frontsänger fungiert, dem Bassisten Kyle Todd sowie dem Schlagzeuger Glenn Harvey.
Noch im Gründungsjahr erschien mit Bukowski (Summer ’12) eine Demo-Veröffentlichung, welche in Eigenregie entstand und lediglich als Musikdownload erhältlich ist. Am 11. Februar 2013 folgte die Veröffentlichung der EP Moving Home beim Underground-Label Fist in the Air. Nach einem Labelwechsel zu No Sleep Records wurde noch im November desselben Jahres eine Split-EP mit der Band Departures herausgegeben, ehe am 7. Oktober des Jahres 2014 mit I’ll Keep You in Mind, From Time to Time das Debütalbum bei No Sleep veröffentlicht wurde. Es folgte ein weiterer Labelwechsel, dieses Mal zu Hopeless Records, wo am 5. August 2016 das zweite Album Blush erschien. Im März 2018 wurde der Nachfolger I Don’t Think I Can Do This Anymore auf den Markt gebracht.
Im Mai des Jahres 2014 spielte das Quartett im Vorprogramm für I Am the Avalanche auf deren Tournee im Vereinigten Königreich. Den Sommer des Jahres 2015 verbrachte die Gruppe auf der gesamten Warped Tour. Im April 2016 tourte Moose Blood als Headliner durch das Vereinigte Königreich. Zuvor spielte die Gruppe auf dem SelfHelp Fest im kalifornischen San Bernardino.
Im März 2017 wurde Schlagzeuger Glenn Harvey aus der Band geworfen, nachdem Vorwürfe der sexuellen Belästigung gegen ihn erhoben wurden. Auch gegen Sänger Eddy Breweron wurden Vorwürfe wegen Diebstahl und Eingriff in die Privatsphäre erhoben. Jedoch gaben die Musiker bekannt, dass die Anschuldigungen falsch seien und Strafanzeige erstatten werden. Am 24. September 2018 wurden Moose Blood als Vorband für die Europatour von Good Charlotte angekündigt. Allerdings wurde noch am selben Tag bekannt gegeben, dass die Band von der Tournee aufgrund der anhaltenden Vorwürfe gegen die Musiker wieder ausgeladen wurden. Wenige Stunden später meldeten sich die Musiker in einem Statement zu Wort, in der von „kürzertreten“ die Rede ist und entweder eine musikalische Pause oder gar das endgültige Ende von Moose Blood andeutet. In der jüngeren Vergangenheit hatten bereits Movements eine gemeinsame Australien-Tournee aufgrund der Vorwürfe abgesagt. Des Weiteren musste die Band eine Konzertreise durch Nordamerika absagen.

## Musikstil

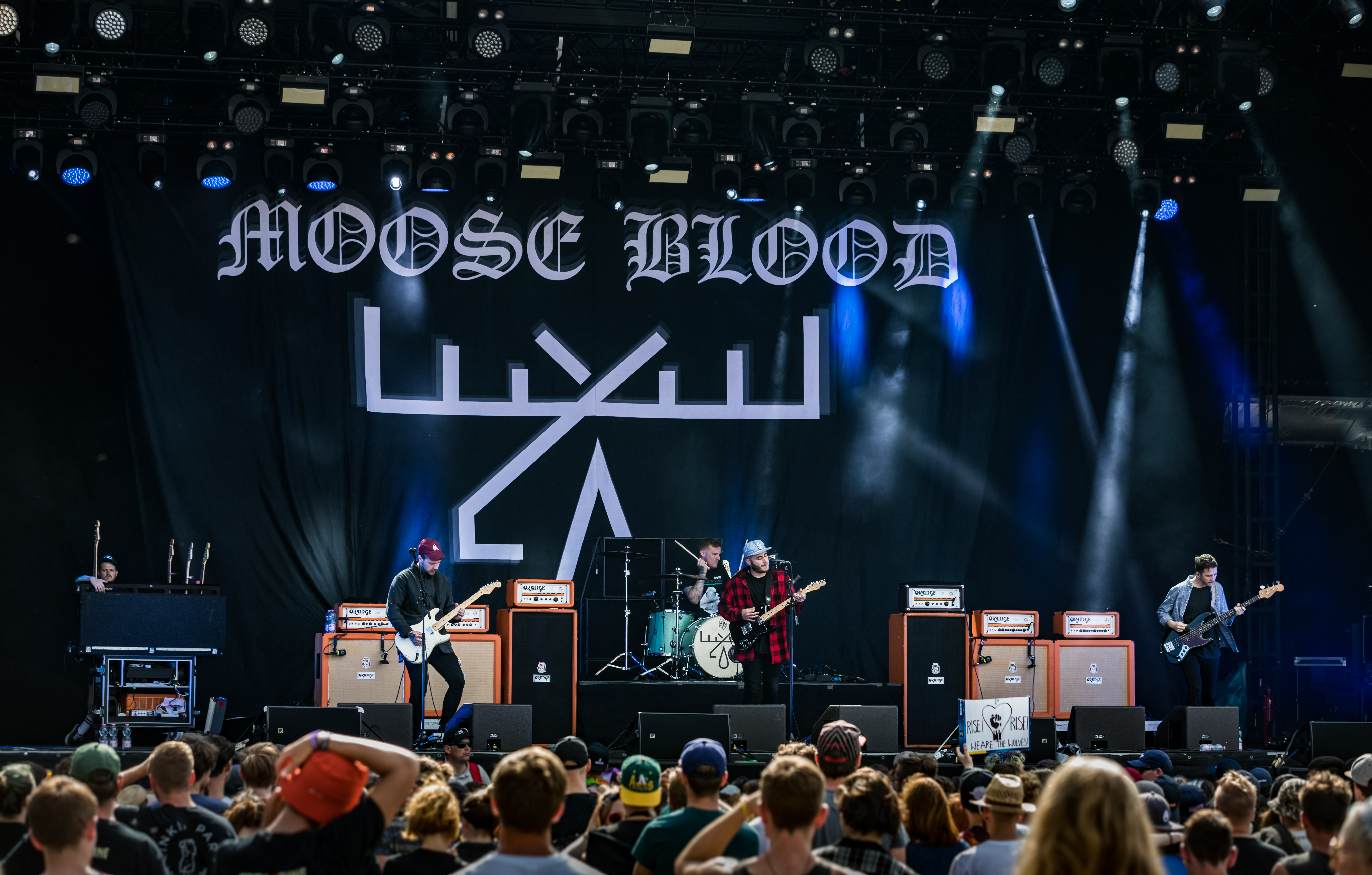
Moose Blood live bei Rock am Ring 2018

Moose Blood wurden als ein moderner Vertreter des Emo beschreiben, deren Musik auf der EP Moving Home als eine Mischung aus Brand News Deja Entendu, The Get Up Kids’ Something to Write Home About und American Footballs gleichnamigen Debütalbum betrachtet werden kann.

## Diskografie

### Alben
- 2012: Bukowski (Summer '12) (Demo, Eigenveröffentlichung)
- 2013: Moving Home (EP, Fist in the Air)
- 2013: Departures/Moose Blood (Split-EP, No Sleep Records)
- 2013: Boston/Orlando (Stand-Alone-Single, Venn Records)
- 2014: I’ll Keep You in Mind, From Time to Time (Album, No Sleep Records)
- 2016: Blush (Hopeless Records)
- 2018: I Don’t Think I Can Do This Anymore (Hopeless Records)

## Nominierungen
- Kerrang! Awards
  - 2016: Best Track für Honey (nominiert)[13]
- Alternative Press Music Awards
  - 2016: Best Underground Band (nominiert)[14]